# Anthochaera carunculata
Anthochaera carunculata là một loài chim trong họ Meliphagidae. Loài này được tìm thấy ở đông Queensland, New South Wales, Victoria, Nam Úc và tây nam Tây Úc trong rừng thưa, rừng, và gần nơi cư trú của con người. Tổ được làm bằng que và lá lót bằng vỏ cây và lông, giữa độ cao từ 2 đến 16 mét so với mặt đất, thường là trên các nhánh cây chia hai của một cây hoặc cây bụi. Mỗi tổ có hai hoặc ba quả trứng, trứng có màu hồng nhạt với đốm nâu. Chúng ăn mật hoa, ngoài ra cũng ăn côn trùng và sinh vật nhỏ khác, và cũng ăn hoa quả và trái cây khác.

## Hình ảnh

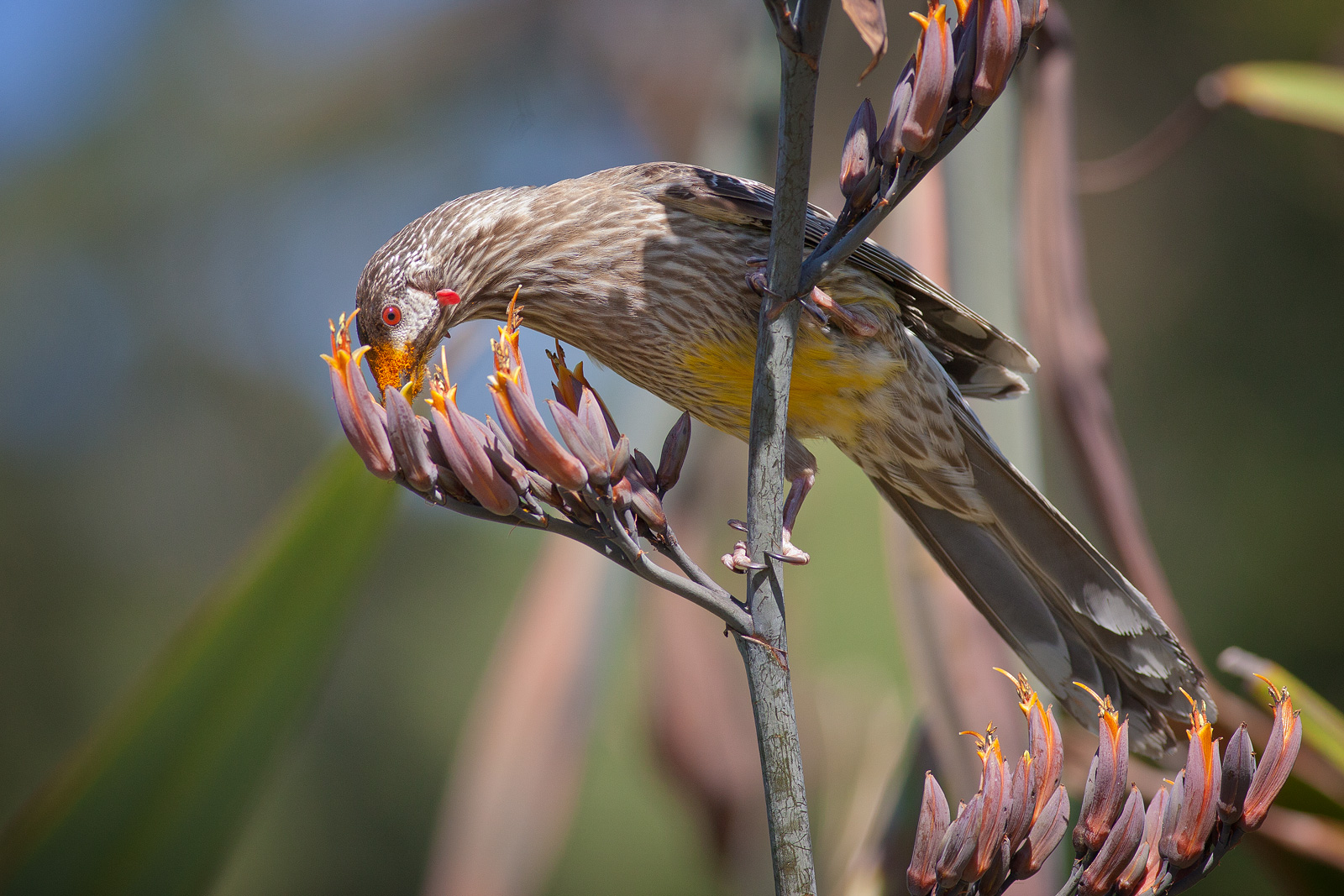
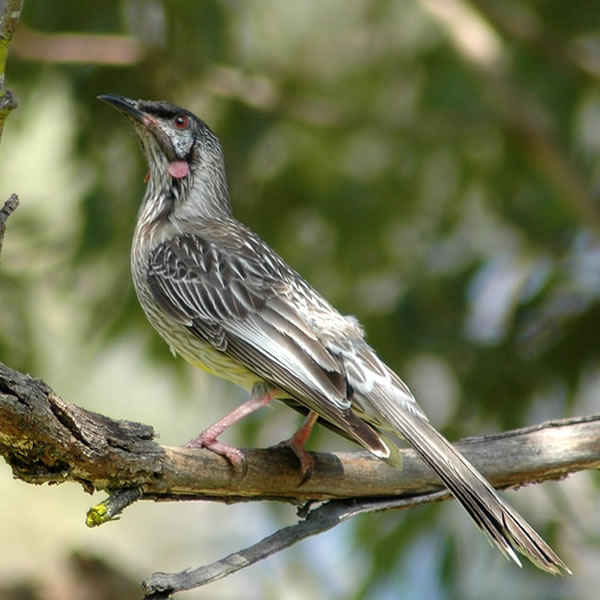
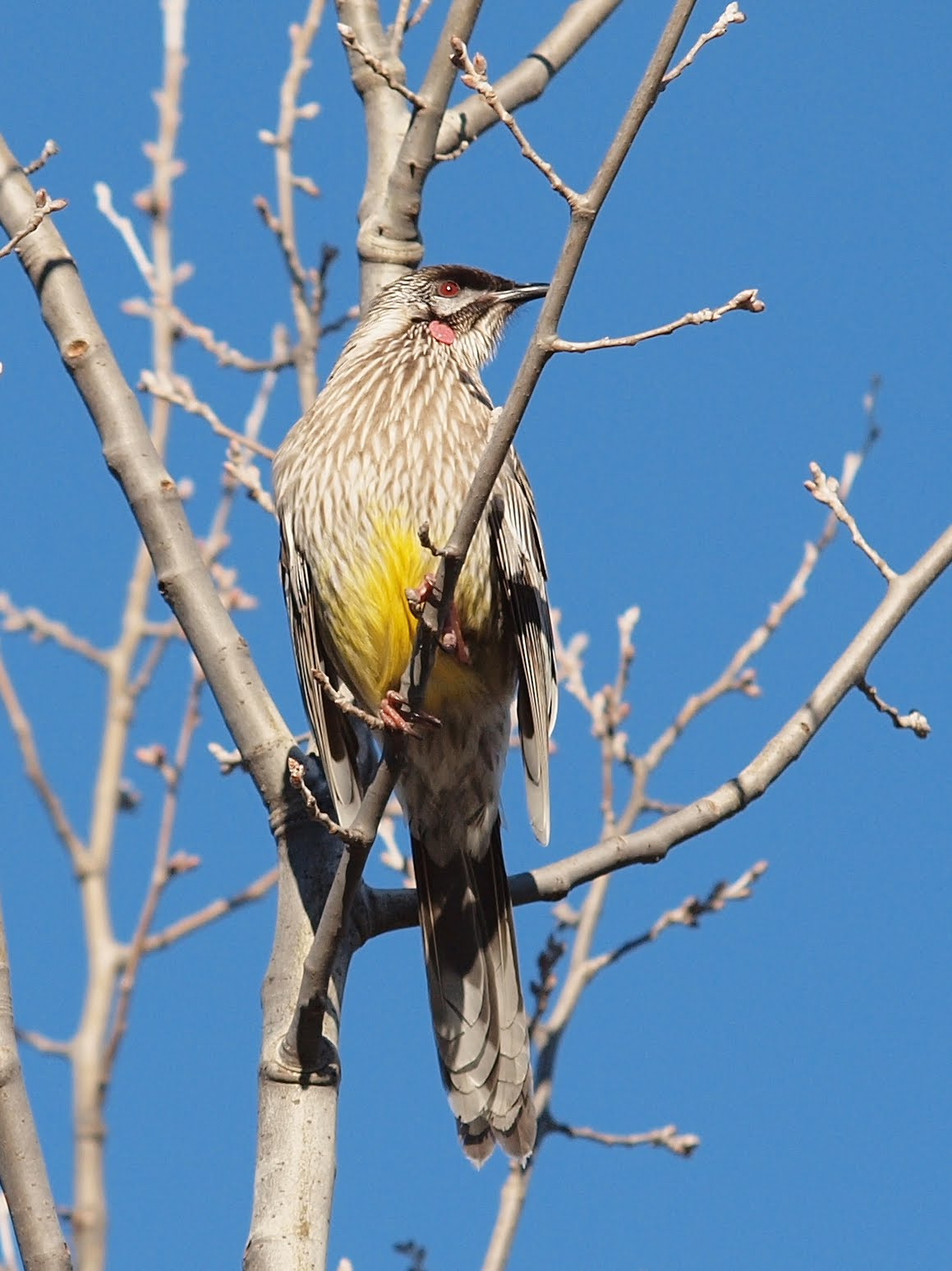
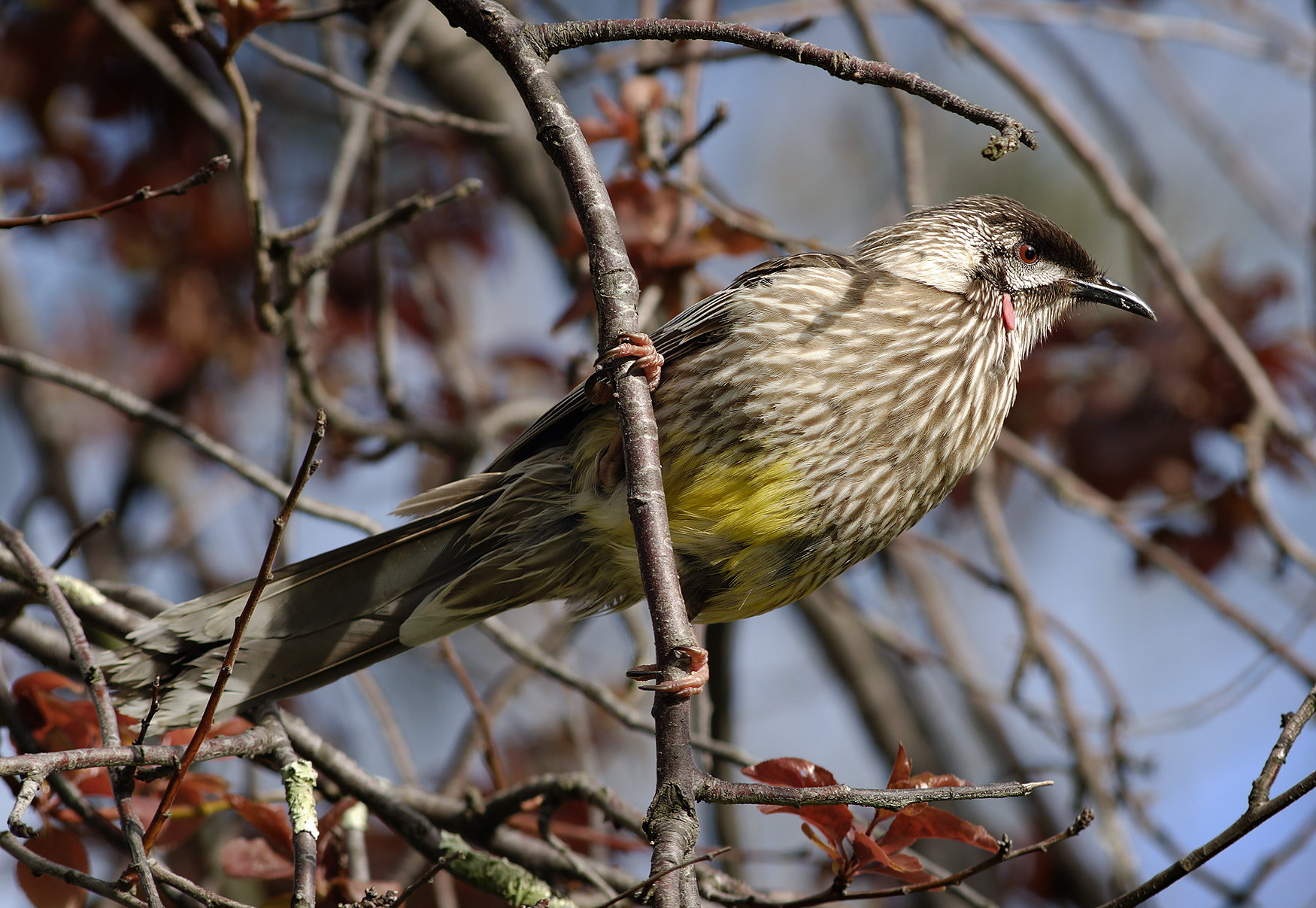
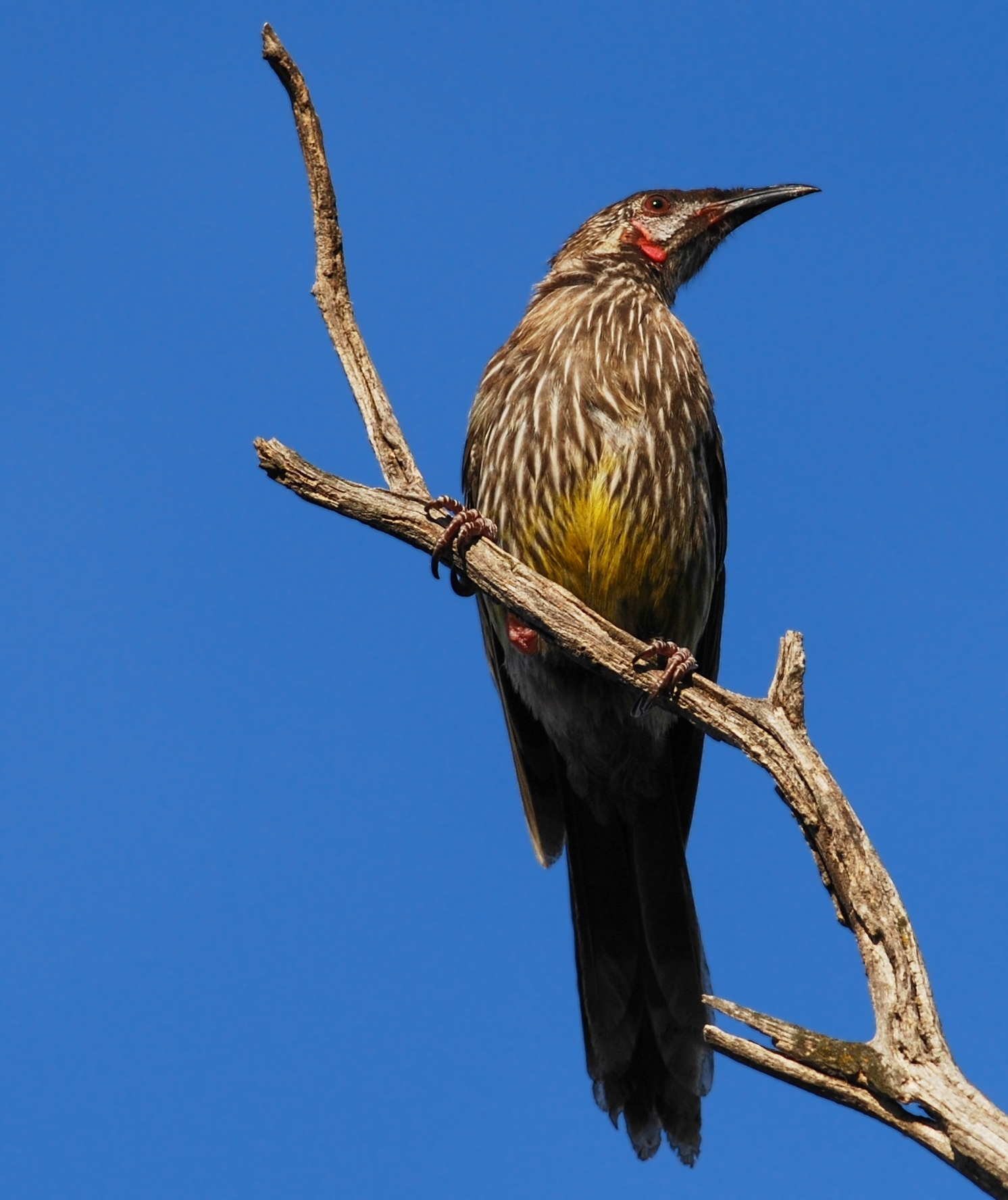